# Archaegladiopsidaceae
Famille
Les Archaegladiopsidaceae sont une famille d'algues de l'embranchement des Bacillariophyta (Diatomées), de la classe des Coscinodiscophyceae et de l’ordre des Archaegladiopsidales.
Le genre  Archaegladiopsis, qui a donné son nom à la famille, est un organisme fossile.

## Étymologie
Le nom de la famille vient du genre type Archaegladiopsis, formé du préfixe archae-, « primitif ; ancien », et du suffixe ‑gladiopsis, par allusion au genre Gladiopsis, lui-même, ayant le suffixe grec -ὄψις / -ópsis, « aspect, ressemblant à », fait sans doute référence au genre Gladius, littéralement « semblable à un Gladius primitif ».

## Liste des genres
Selon AlgaeBase (18 juin 2022) :
- Archaegladiopsis V.A.Nikolaev & D.M.Harwood, 1997
- Praethalassiosiropsis R.Gersonde & D.M.Harwood, 1990

## Systématique
Le nom correct complet (avec auteur) de ce taxon est Archaegladiopsidaceae Nikolaev & Harwood.